# Canton de Thorigny-sur-Oreuse
Le canton de Thorigny-sur-Oreuse est une circonscription électorale française située dans le département de l'Yonne et la région Bourgogne-Franche-Comté.

## Histoire
Un nouveau découpage territorial de l'Yonne entre en vigueur à l'occasion des premières élections départementales suivant le décret du 13 février 2014. Les conseillers départementaux sont, à compter de ces élections de mars 2015, élus au scrutin majoritaire binominal mixte. Les électeurs de chaque canton élisent au Conseil départemental, nouvelle appellation du Conseil général, deux membres de sexe différent, qui se présentent en binôme de candidats. Les conseillers départementaux sont élus pour 6 ans au scrutin binominal majoritaire à deux tours, l'accès au second tour nécessitant 12,5 % des inscrits au 1er tour. En outre la totalité des conseillers départementaux est renouvelée. Ce nouveau mode de scrutin nécessite un redécoupage des cantons dont le nombre est divisé par deux avec arrondi à l'unité impaire supérieure si ce nombre n'est pas entier impair, assorti de conditions de seuils minimaux. Dans l'Yonne, le nombre de cantons passe ainsi de 42 à 21.
Le canton de Thorigny-sur-Oreuse est créé par ce décret. Il est formé de communes des anciens cantons de Sergines (10 communes), de Pont-sur-Yonne (4 communes), de Sens-Ouest (1 commune), de Sens-Nord-Est (1 commune) et de Villeneuve-l'Archevêque (1 commune). Il est entièrement inclus dans l'arrondissement de Sens. Le bureau centralisateur est situé à Thorigny-sur-Oreuse.

## Représentation
| Période élective | Période élective | Mandat | Mandat   | Identité           | Nuance | Nuance | Qualité |
| ---------------- | ---------------- | ------ | -------- | ------------------ | ------ | ------ | --- |
| 2015             | 2021             | 2015   | 2021     | Alexandre Bouchier |        | LR     | Cadre hospitalier à Sens Maire de Saint-Denis-lès-Sens                                                                                              |
| 2015             | 2021             | 2015   | 2021     | Michèle Crouzet    |        | MoDem  | Co-gérante d'entreprise en disponibilité Première adjointe au maire d'Évry Députée depuis 2017 Ex-UDI, membre de LREM de 2017 à 2019, puis du MoDem |
| 2021             | 2028             | 2021   | en cours | Catherine Bardeau  |        | DVD    | Infirmière de bloc retraitée Maire déléguée de Saint-Martin-sur-Oreuse                                                                              |
| 2021             | 2028             | 2021   | en cours | Alexandre Bouchier |        | HOR    | Conseiller sortant, 5ème vice-président du conseil départemental, chargé des Ressources humaines                                                    |

### Résultats détaillés

#### Élections de mars 2015
À l'issue du 1er tour des élections départementales de 2015, deux binômes sont en ballottage : Pascale Manchin et Ludovic Massard (FN, 41,56 %) et Alexandre Bouchier et Michèle Crouzet (Union de la Droite, 28,99 %). Le taux de participation est de 54,05 % (5 409 votants sur 10 008 inscrits) contre 51,97 % au niveau départemental et 50,17 % au niveau national.
Au second tour, Alexandre Bouchier et Michèle Crouzet (Union des démocrates et indépendants, UDI) sont élus avec 53,95 % des suffrages exprimés et un taux de participation de 53,81 % (2 676 voix pour 5 385 votants et 10 008 inscrits).
Michèle Crouzet (ex-UDI) est élue députée de La République en marche dans la troisième circonscription en 2017. Deux ans plus tard, elle quitte le parti après un désaccord à propos des élections municipales de 2020.
Alexandre Bouchier a quitté l'UDI. Il a adhéré à LR puis il a rejoint Horizons à la suite des élections législatives de 2022.

#### Élections de juin 2021
Le premier tour des élections départementales de 2021 est marqué par un très faible taux de participation (33,26 % au niveau national). Dans le canton de Thorigny-sur-Oreuse, ce taux de participation est de 36,59 % (3 819 votants sur 10 438 inscrits) contre 35,12 % au niveau départemental. À l'issue de ce premier tour, deux binômes sont en ballottage : Ludovic Massard et Annik Vilbois (RN, 32,43 %) et Catherine Bardeau et Alexandre Bouchier (Union à droite, 27,59 %).
Le second tour des élections est marqué une nouvelle fois par une abstention massive équivalente au premier tour. Les taux de participation sont de 34,36 % au niveau national, 36,29 % dans le département et 37,02 % dans le canton de Thorigny-sur-Oreuse. Catherine Bardeau et Alexandre Bouchier (Union à droite) sont élus avec 60,02 % des suffrages exprimés (2 147 voix pour 3 862 votants et 10 433 inscrits),,.

## Composition
Le canton de Thorigny-sur-Oreuse comprend dix-sept communes entières.
| Nom                                         | Code Insee | Intercommunalité     | Superficie (km2) | Population (dernière pop. légale) | Densité (hab./km2) | Modifier                                    |
| ------------------------------------------- | ---------- | -------------------- | ---------------- | --------------------------------- | ------------------ | ------------------------------------------- |
| Thorigny-sur-Oreuse (bureau centralisateur) | 89414      | CC Yonne Nord        | 49,23            | 1 396 (2022)                      | 28                 | modifier les données · modifier les données |
| La Chapelle-sur-Oreuse                      | 89080      | CC Yonne Nord        | 17,92            | 668 (2022)                        | 37                 | modifier les données · modifier les données |
| Compigny                                    | 89115      | CC Yonne Nord        | 7,79             | 182 (2022)                        | 23                 | modifier les données · modifier les données |
| Courlon-sur-Yonne                           | 89124      | CC Yonne Nord        | 16,73            | 1 191 (2022)                      | 71                 | modifier les données · modifier les données |
| Cuy                                         | 89136      | CC Yonne Nord        | 6,97             | 863 (2022)                        | 124                | modifier les données · modifier les données |
| Évry                                        | 89162      | CC Yonne Nord        | 4,54             | 398 (2022)                        | 88                 | modifier les données · modifier les données |
| Gisy-les-Nobles                             | 89189      | CC Yonne Nord        | 10,91            | 556 (2022)                        | 51                 | modifier les données · modifier les données |
| Michery                                     | 89255      | CC Yonne Nord        | 17,05            | 1 080 (2022)                      | 63                 | modifier les données · modifier les données |
| Pailly                                      | 89285      | CC Yonne Nord        | 14,89            | 291 (2022)                        | 20                 | modifier les données · modifier les données |
| Perceneige                                  | 89469      | CC Yonne Nord        | 60,99            | 952 (2022)                        | 16                 | modifier les données · modifier les données |
| Plessis-Saint-Jean                          | 89302      | CC Yonne Nord        | 11,02            | 218 (2022)                        | 20                 | modifier les données · modifier les données |
| Saint-Denis-lès-Sens                        | 89342      | CA du Grand Sénonais | 6,73             | 624 (2022)                        | 93                 | modifier les données · modifier les données |
| Serbonnes                                   | 89390      | CC Yonne Nord        | 9,93             | 693 (2022)                        | 70                 | modifier les données · modifier les données |
| Sergines                                    | 89391      | CC Yonne Nord        | 18,96            | 1 235 (2022)                      | 65                 | modifier les données · modifier les données |
| Soucy                                       | 89399      | CA du Grand Sénonais | 21,62            | 1 546 (2022)                      | 72                 | modifier les données · modifier les données |
| Vinneuf                                     | 89480      | CC Yonne Nord        | 15,26            | 1 559 (2022)                      | 102                | modifier les données · modifier les données |
| Voisines                                    | 89483      | CA du Grand Sénonais | 27,12            | 528 (2022)                        | 19                 | modifier les données · modifier les données |
| Canton de Thorigny-sur-Oreuse               | 8918       |                      | 317,66           | 13 980 (2022)                     | 44                 | modifier les données                        |

## Démographie
En 2022, le canton comptait 13 980 habitants, en évolution de −0,5 % par rapport à 2016 (Yonne : −1,95 %, France hors Mayotte : +2,11 %).
| 2013   | 2018   | 2022   |
| ------ | ------ | ------ |
| 13 722 | 14 098 | 13 980 |